# Szew klinowo-szczękowy

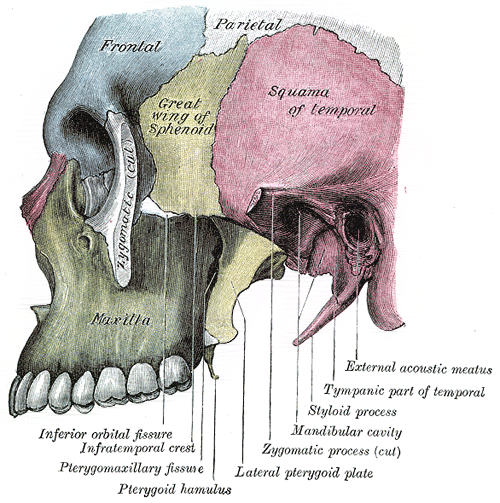
Boczna powierzchnia twarzoczaszki człowieka, łuk jarzmowy odcięty dla uwidocznienia dołu podskroniowego.

Szew klinowo-szczękowy (łac. sutura sphenomaxillaris) – szew czaszki łączący kość klinową ze szczęką.
U człowieka przebiega w dole podskroniowym, łącząc blaszkę boczną wyrostka skrzydłowego kości klinowej z dolnym i tylnym brzegiem powierzchni podskroniowej trzonu szczęki.